# Droga krajowa B1 (Austria)
Droga krajowa B1 (niem.: Bundesstraße B1, Wiener Straße) – droga krajowa w Austrii, łączy Drogę krajową B21 i Drogę krajową B227. Droga ma 303 km.

## Przebieg[1]
Droga krajowa zaczyna się na zachód od Salzburga, na granicy z Niemcami. Biegnie na północny wschód do Linz m.in. przez Wels i Lambach. W Linz droga zmienia swój kierunek na wschodni do Wiednia przez St. Pölten. Droga kończy się w Wiedniu i przebiega przez 4 kraje związkowe Austrii: Salzburg, Górna Austria, Dolna Austria i Wiedeń.

## Droga krajowa B1a i B1b

### Droga krajowa B1a
Droga krajowa B1a to część drogi położona w St. Pölten. Łączy miasto z Kremser Schnellstraße.

### Droga krajowa B1b
Droga krajowa B1b to część drogi położona w Linzu. Łączy centrum miasta z drogą krajową B1.